# For Marx
For Marx (Pour Marx) udkom i dansk oversættelse i 1969 på Forlaget Rhodos. Bogen er en lettere redigeret samling af artikler, Louis Althusser har skrevet i årene 1960-65. Han søger i artiklerne at videreudvikle marxismen som videnskab ved lån af begreber fra Freud og strukturalismen. Som der står bag på den danske udgave: ”Marx grundlagde videnskaben om samfundet, men ligesom fysikken ikke standsede ved Galilei, kan marxismen ikke standse ved Marx uden at blive dogmatisk ideologi.”
Althusser behandler bl.a. i bogen forholdet mellem filosofi, videnskab og ideologi, og han laver en faseopdeling af Marx' samlede værk ud fra denne skelnen. Centralt står også Althussers bestræbelser på at vise, hvor og hvordan Marx' dialektik er radikalt forskellig fra Hegels (og Feuerbachs).
Den danske udgave er suppleret med en ordliste, oprindeligt udformet af den engelske oversætter Ben Brewster, redigeret og godkendt af Althusser selv.

## Indledning
Althusser identificerer et epistemologisk brud, et begreb han har lånt fra Gaston Bachelard hos Marx i 1845 i Den tyske ideologi. Althusser inddeler Marx' samlede værk i fire perioder:
1. Ungdomsskrifterne (frem til 1845)
2. Brydningsværkerne (Teserne om Feuerbach og Den tyske ideologi 1845)
3. Modningsværkerne (1845-57, bl.a. Det kommunistiske manifest)
4. Manddomsskrifterne (1857-83, væsentligst Kapitalen)

Overordnet klassificerer Althusser den ”unge Marx'” tænkning som ideologisk, mens brydningsværkerne betegner overgangen til videnskaben, marxismen. Den første periode er karakteriseret ved kantiansk-fichteske problematikker. Slutningen af første og hele den anden periode er karakteriseret ved feuerbachske problematikker. Den tredje periode indvarsler den egentlige marxisme, der først er egentligt udviklet i manddomsskrifterne (4. periode). Althusser mener således, at Marx aldrig har været decideret hegelianer; undtaget i Manuskripterne fra 1844.
Problematik betegner for Althusser den teoretiske eller ideologiske ramme, hvor et begreb anvendes. Denne ramme er i sagens natur bestemmende for tænkningen, for hvilke problemer og løsninger der kan identificeres.

## Feuerbachs ”filosofiske manifester”
Althusser skriver om Marx' tekster fra 1842-44, at ikke blot Marx' terminologi er feuerbachsk, men også - hvilket er vigtigere - at hans filosofiske problematiks indhold er feuerbachsk. Althusser mener, at emnerne for Marx' refleksioner spænder videre end Feuerbachs, men at deres skemaer og teoretiske problematikker er de samme.. Althusser mener således, at man må beskæftige sig med Feuerbach for virkeligt at forstå Marx' skrifter i disse år.
Når Althusser mener, det er vigtigt at beskæftige sig med forholdet mellem Hegel, Feuerbach og Marx, er det fordi, han mener, at forståelsen af dette har betydning for, hvordan man definerer filosofi (hvorfor det også trækker tråde til datidens diskussion mellem forskellige marxistiske retninger).

## ”Om den unge Marx” (teoretiske spørgsmål)
Althusser præsenterer her nogle principper for en (videnskabelig) marxistisk metode til læsning (bl.a. af Marx):
1. At enhver ideologi betragtes som et sammenhængende hele, der hænger internt sammen i kraft af sin egen problematik, og på en sådan måde, at man ikke kan fjerne et element uden at ændre indholdet.
2. Indholdet i dette hele, i en specifik ideologi, afhænger ikke af dets forhold til en sandhed, der er forskellig fra det selv, men af dets forhold til et eksisterende ideologisk felt og til den sociale struktur, der ligger bag og spejler sig i den.
3. At drivkraften i en specifik ideologis udvikling ikke ligger i denne ideologi selv, men udenfor den.

I den forbindelse går Althusser i rette med dem, der foretager en såkaldt teleologisk læsning af Marx, hvor ungdomsskrifterne læses, som om de var skridt på vejen mod den voksne Marx. Problemet er her, ifølge Althusser, at det er en hegelsk (og idealistisk) metode, hvor man ser den teoretiske udvikling som drevet af sig selv, frem for at udviklingerne i Marx' tænkning sker som følge af hans personlige udvikling i sin historiske samtid og ændringer i det ideologiske felt. Det får, ifølge Althusser, den konsekvens, at folk tager elementer ud af den tidlige Marx' tænkning uden at gøre sig klart, at denne tænkning i stringent forstand ikke er forenelig med den senere. Dette hindrer udviklingen af marxismen som videnskab.

## Modsætning og overdetermination
Althusser mener, at der findes én central antagonisme: kapital >< arbejder. Denne antagonisme fremtræder dog i forskellige former, og kun under særlige omstændigheder, der er bestemt af konkrete historiske omstændigheder og overbygningens fænomener som stat og ideologi. Der findes et væld af determinationer (strukturer) i samfundet, der ikke kan reduceres til blot at være udtryk for klasseantagonismen. Her møder vi ligeledes Althussers begreb om overdetermination, der er hentet hos Freud. En modsætnings overdetermination er en afspejling i den selv af dens eksistensbetingelser, dvs. af andre modsætninger i den komplekse helhed .

## Karl Marx' manuskripter fra 1844 (politisk økonomi og filosofi)
Althusser betegner disse manuskripter som Marx' første virkelige møde med den politiske økonomi, samtidig med at han her er længere fra den videnskabelige marxisme end nogensinde. Althusser mener, at de indeholder en fascinerende logik og stringens, men endvidere, at al stringens og dialektik ikke er mere værd end det indhold, de tjener.  Hvorfor han afviser teksterne som værende ideologiske, i betydningen ikke-videnskabelige.

## Om den materialistiske dialektik (Om oprindelsens uensartethed)
Ifølge Althusser anvender Marx den materialistiske dialektik i praksis i fx Kapitalen, men han giver den aldrig en teoretisk formulering. De problemer, teorien rejser, er vanskeligheder, der opstår i den sociale og politiske praksis. Samtidigt er teorien nødvendig for den øvrige praksis, for at denne skal holde sig på det ”rette” marxistiske spor.
Teorien er den marxistiske videnskab og må som sådan adskilles fra filosofien og ideologien. Én af de centrale bestræbelser for de marxistiske teoretikere er hele tiden at rense videnskaben for ideologi.
Marxismen afviser, ifølge Althusser, en radikal oprindelse (eller en oprindelig enhed) og står som sådan i modsætning til Hegel. Enheden er i stedet den strukturerede komplekse helhed, som samfundet er. Samfundet består af en række modsætninger, hvoraf der altid vil være én primær modsætning og ét primært aspekt heraf. Her noterer Althusser, at de sekundære modsætninger er af væsentlig betydning for den primære modsætning, at de udgør dens eksistensvilkår; ligesom den primære modsætning omvendt er betingelsen for deres eksistens.. Modsætninger kan skifte som følge af praksis. Her er begreberne omplacering og kondensation centrale. Omplacering henviser til det, at modsætninger og/eller deres aspekter skifter plads eller bytter rolle. Kondensation henviser til en situation, hvor modsætninger smelter sammen i en enhed.
Den centrale antagonisme, modsætningen, er historiens drivkraft. Althusser identificerer tre centrale eksistensformer for modsætningen (der dog ikke skal ses som udtømmende): ikke-antagonisme, antagonisme, eksplosion. I det ikke-antagonistiske moment er omplacering dominerende i overdeterminationen, mens kondensation er dominerende i overdeterminationen i det antagonistiske moment. Eksplosionen henviser til destruktion og omstrukturering af helheden; det være sig samfundet, videnskaben osv.

## Marxisme og humanisme
I dette kapitel behandler Althusser Sovjetunionens "marxistiske humanisme". Her støder han imidlertid ind i et paradoks, nemlig at humanismen i sig selv er et ideologisk begreb, der derfor ikke hører hjemme inden for den videnskabelige marxisme.
Derfor udfolder Althusser nogle ideologikritiske pointer, hvoraf den helt centrale er, at ideologien (som meningshelhed) er en del af ethvert samfund, idet det er ideologien, der giver menneskene bevidsthed om deres plads i verden og historien. I forlængelse heraf mener han, at kun en ideologisk verdensopfattelse kan forestille sig samfund uden ideologier.
Althusser fremfører desuden, at ideologien i et klassesamfund altid vil være den herskende klasses ideologi. Dog ligger der en dobbelthed i, at de herskende klasser imens de instrumentaliserer ideologien, selv ligger under for den.